# Ян Моджелевський
Ян Моджелевський (нар. 7 квітня 1873, Хмелівка — пом. 14 березня 1947, Фрайбург) — польський фізик, підприємець і дипломат. Багаторічний (1919—1938) депутат ІІ Речі Посполитої у Швейцарії.

## Життєпис
Закінчивши гімназію в Одесі, навчався у Льєжському та Фрайбурзькому університетах, де отримав ступінь доктора фізики. У 1901 році заснував фабрику конденсаторів у Фрайбурзі, яка за два роки була перетворена в акціонерну компанію Societe Generale des Condensateurs Electriques. До 1919 року був її основним власником і директором. У 1910—1914 роках працював у Женевському університеті.
Був пов'язаний з Народно-демократичною партією Польщі, під час Першої світової війни брав активну участь у створенні Польського національного комітету в Парижі, кілька років керував Центральним агентством друку в Лозанні. Як близький соратник Еразма Пільца був призначений представником КНП у Швейцарії.
Після відновлення незалежности Польщі, 15 лютого 1919 р. став радником польської місії в Берні, після її перетворення на польське посольство 28 квітня 1919 р. — тимчасово повіреним у справах.
14 серпня 1919 року призначений Надзвичайним послом і повноважним міністром Республіки Польща у Швейцарії. Керував дипломатичною місією безперервно до 31 жовтня 1938 р. Заплативши 320 тис. франків, купив нерухомість у Берні з віллою на Ельфенштрассе, 20, де й розташувалося Посольство Республіки Польща. Під час служби тісно співпрацював з польською делегацією в Лізі Націй і входив до її складу на окремих сесіях Асамблеї Ліги Націй. У 1932 р. був польським делегатом на конференції з роззброєння.
Після закінчення дипломатичної служби залишився у Швейцарії, де й помер.

## Ордени та нагороди
- Велика стрічка Ордена Відродження Польщі (1938)
- Командорський хрест із зіркою Ордена Відродження Польщі
- Командорський хрест Ордена Відродження Польщі (31 грудня 1923)
- Золотий Хрест Заслуги (09.11.1931)
- Командорський хрест ордена Почесного легіону (1932, Франція)
- Велика стрічка ордена Святого Сави (1932, Югославія)
- Велика стрічка ордена Корони Румунії (1932, Румунія)
- Велика стрічка ордена Червоного Хреста (1932, Куба)

## Виноски
1. ↑  Deutsche Nationalbibliothek Record #1060581086 // Gemeinsame Normdatei — 2012—2016.
2. Order Odrodzenia Polski. Trzechlecie pierwszej kapituły 1921–1924. Warszawa: Prezydium Rady Ministrów, 1926, s. 19.